# Fartura (ort)
Fartura är en ort i Brasilien.   Den ligger i kommunen Fartura och delstaten São Paulo, i den södra delen av landet, 900 km söder om huvudstaden Brasília. Fartura ligger 508 meter över havet och antalet invånare är 12 405.
Terrängen runt Fartura är platt åt sydväst, men åt nordost är den kuperad. Runt Fartura är det ganska tätbefolkat, med 52 invånare per kvadratkilometer.. Närmaste större samhälle är Tejupá, 14,5 km öster om Fartura.
Omgivningarna runt Fartura är huvudsakligen savann.